# صيغة كيميائية
الصيغة الكيميائية هي طريقة موجزة للتعبير عن عدد الذرات ونوعها التي يتكون منها مركب كيميائي معين. وهي تعبر عن كل عنصر برمزه الكيميائي، وتكتب بجواره مباشرة عدد الذرات في جزيئ هذا المركب. وفي حالة وجود أكثر من ذرة لنفس العنصر في الجزيء فإن عدد الذرات يكتب أسفل يمين العنصر. وللمواد غير الجزيئية يعبر الرقم السفلي عن الصيغة الوصفية. والصيغة الكيميائية التي تستخدم لسلسلة المركبات التي تختلف عن بعضها البعض بوحدات ثابتة تسمى «الصيغة العامة». وتسمي هذه السلسلة سلسلة متجانسة، ويسمي رقمها رمز التجانس.
الصيغة الكيميائية هي طريقة لتقديم معلومات حول النسب الكيميائية للذرات التي تشكل مركبًا كيميائيًا أو جزيءًا كيميائيًا معينًا، باستخدام رموز العناصر الكيميائية والأرقام وأحيانًا أيضًا رموز أخرى، مثل الأقواس والشرطات والأقواس والفواصل وعلامة الجمع (+) وعلامة ناقص (-). هذه تقتصر على سطر واحد من الرموز المطبعية، والتي قد تتضمن حروفًا منخفضة ومرتفعة. الصيغة الكيميائية ليست اسمًا كيميائيًا، ولا تحتوي على كلمات. على الرغم من أن الصيغة الكيميائية قد تنطوي على بعض التركيبات الكيميائية البسيطة، إلا أنها ليست نفس الصيغة التركيبية الكيميائية الكاملة. يمكن للصيغ الكيميائية أن تحدد بشكل كامل بنية أبسط الجزيئات والمواد الكيميائية فقط، وتكون عمومًا محدودة في القوة أكثر من الأسماء الكيميائية والصيغ الهيكلية.
| Al2(SO4)3             |
| --------------------- |
| مثال عن صيغة كيميائية |

يُطلق على أبسط أنواع الصيغ الكيميائية الصيغ التجريبية، والتي تستخدم الأحرف والأرقام التي تشير إلى النسب العددية للذرات من كل نوع. تشير الصيغ الجزيئية إلى الأرقام البسيطة لكل نوع من أنواع الذرات في الجزيء، مع عدم وجود معلومات عن التركيب. على سبيل المثال، الصيغة التجريبية للجلوكوز هي CH 2 O (ضعف عدد ذرات الهيدروجين مثل الكربون والأكسجين)، بينما الصيغة الجزيئية هي C 6 H 12 O 6 (12 ذرة هيدروجين وست ذرات كربون وأكسجين).
في بعض الأحيان، تكون الصيغة الكيميائية معقدة من خلال كتابتها على هيئة صيغة مكثفة (أو صيغة جزيئية مكثفة، تسمى أحيانًا «صيغة شبه هيكلية»)، والتي تنقل معلومات إضافية حول الطرق الخاصة التي ترتبط بها الذرات كيميائيًا معًا، إما في شكل تساهمي روابط أو روابط أيونية أو مجموعات مختلفة من هذه الأنواع. هذا ممكن إذا كان من السهل إظهار الترابط ذي الصلة في بُعد واحد. مثال على ذلك هو الصيغة الجزيئية / الكيميائية المكثفة للإيثانول، وهي CH 3 -CH 2 -OH أو CH 3 CH 2 OH. ومع ذلك، حتى الصيغة الكيميائية المكثفة تكون محدودة بالضرورة في قدرتها على إظهار علاقات الترابط المعقدة بين الذرات، وخاصة الذرات التي لها روابط مع أربعة بدائل مختلفة أو أكثر.
نظرًا لأنه يجب التعبير عن الصيغة الكيميائية كسطر واحد من رموز العناصر الكيميائية، فغالبًا لا يمكن أن تكون مفيدة مثل الصيغة التركيبية الحقيقية، وهي تمثيل رسومي للعلاقة المكانية بين الذرات في المركبات الكيميائية (انظر على سبيل المثال الشكل الخاص بالبيوتان الصيغ التركيبية والكيميائية، على اليمين). لأسباب تتعلق بالتعقيد الهيكلي، قد تتوافق صيغة كيميائية واحدة مكثفة (أو صيغة شبه هيكلية) مع جزيئات مختلفة، تُعرف باسم الأيزومرات. على سبيل المثال، يشترك الجلوكوز في صيغته الجزيئية C 6 H 12 O 6 مع عدد من السكريات الأخرى، بما في ذلك الفركتوز والجالاكتوز والمانوز. توجد أسماء كيميائية مكافئة خطية يمكن أن تحدد بشكل فريد أي صيغة هيكلية معقدة (انظر التسمية الكيميائية)، ولكن يجب أن تستخدم هذه الأسماء العديد من المصطلحات (الكلمات)، بدلاً من رموز العناصر البسيطة والأرقام والرموز المطبعية البسيطة التي تحدد الصيغة الكيميائية.
يمكن استخدام الصيغ الكيميائية في المعادلات الكيميائية لوصف التفاعلات الكيميائية والتحولات الكيميائية الأخرى، مثل إذابة المركبات الأيونية إلى محلول. بينما، كما لوحظ، لا تتمتع الصيغ الكيميائية بالقوة الكاملة للصيغ الهيكلية لإظهار العلاقات الكيميائية بين الذرات، فهي كافية لتتبع عدد الذرات وعدد الشحنات الكهربائية في التفاعلات الكيميائية، وبالتالي موازنة المعادلات الكيميائية بحيث تكون هذه المعادلات يمكن استخدامها في المشاكل الكيميائية التي تنطوي على حفظ الذرات، والحفاظ على الشحنة الكهربائية.

## ملخص
تحدد الصيغة الكيميائية كل عنصر مكون برمزه الكيميائي وتشير إلى العدد النسبي لذرات كل عنصر. في الصيغ التجريبية، تبدأ هذه النسب بعنصر رئيسي ثم تحدد عدد ذرات العناصر الأخرى في المركب، بنسب إلى العنصر الأساسي. بالنسبة للمركبات الجزيئية، يمكن التعبير عن أرقام النسب هذه كأعداد صحيحة. على سبيل المثال، يمكن كتابة الصيغة التجريبية للإيثانول C 2 H 6 O لأن جزيئات الإيثانول تحتوي جميعها على ذرتين من الكربون وست ذرات هيدروجين وذرة أكسجين واحدة. ومع ذلك، لا يمكن كتابة بعض أنواع المركبات الأيونية بصيغ تجريبية كاملة العدد. مثال على ذلك هو كربيد البورون، الذي صيغته CB n هي نسبة عدد غير صحيح متغير حيث تتراوح n من أكثر من 4 إلى أكثر من 6.5.
عندما يتكون المركب الكيميائي للصيغة من جزيئات بسيطة، غالبًا ما تستخدم الصيغ الكيميائية طرقًا لاقتراح بنية الجزيء. تُعرف هذه الأنواع من الصيغ بشكل مختلف بالصيغ الجزيئية والصيغ المكثفة . تعدد الصيغة الجزيئية عدد الذرات لتعكس تلك الموجودة في الجزيء، بحيث تكون الصيغة الجزيئية للجلوكوز هي C 6 H 12 O 6 بدلاً من صيغة الجلوكوز التجريبية، وهي CH 2 O. ومع ذلك، باستثناء المواد البسيطة جدًا، تفتقر الصيغ الكيميائية الجزيئية إلى المعلومات الهيكلية المطلوبة، وهي غامضة.
بالنسبة للجزيئات البسيطة، الصيغة المكثفة (أو شبه التركيبية) هي نوع من الصيغة الكيميائية التي قد تتضمن بشكل كامل صيغة هيكلية صحيحة. على سبيل المثال، يمكن تمثيل الإيثانول بالصيغة الكيميائية المكثفة CH 3 CH 2 OH، وثنائي ميثيل الأثير بالصيغة المكثفة CH 3 OCH 3 . هذان الجزيئان لهما نفس الصيغ التجريبية والجزيئية (C 2 H 6 O)، ولكن يمكن تمييزهما بالصيغ المكثفة الموضحة، والتي تكون كافية لتمثيل البنية الكاملة لهذه المركبات العضوية البسيطة.
يمكن أيضًا استخدام الصيغ الكيميائية المكثفة لتمثيل المركبات الأيونية التي لا توجد كجزيئات منفصلة، ولكنها مع ذلك تحتوي على مجموعات مرتبطة تساهميًا بداخلها. هذه الأيونات متعددة الذرات عبارة عن مجموعات من الذرات المرتبطة تساهميًا معًا ولها شحنة أيونية كلية، مثل الكبريتات [SO4]2- أيون. تتم كتابة كل أيون متعدد الذرات في مركب بشكل فردي لتوضيح التجمعات المنفصلة. على سبيل المثال، مركب سداسي أكسيد ثنائي الكلور له صيغة تجريبية ClO3، والصيغة الجزيئية Cl2O6، ولكن في صورة سائلة أو صلبة، يتم توضيح هذا المركب بشكل صحيح أكثر من خلال الصيغة المكثفة الأيونية [ClO2]+[ClO4]-، مما يوضح أن هذا المركب يتكون من [ClO2]+ الأيونات و [ClO4]- الأيونات. في مثل هذه الحالات، يجب أن تكون الصيغة المكثفة معقدة بما يكفي لإظهار نوع واحد على الأقل من كل نوع أيوني.
تختلف الصيغ الكيميائية كما هو موضح هنا عن الأسماء المنهجية الكيميائية الأكثر تعقيدًا والمستخدمة في أنظمة مختلفة من التسميات الكيميائية. على سبيل المثال، أحد الأسماء النظامية للجلوكوز هو (2 R، 3 S، 4 R، 5 R) -2,3,4,5,6-بينتاهيدروكسي هكسانال. هذا الاسم، المفسر بالقواعد التي تكمن وراءه، يحدد تمامًا الصيغة الهيكلية للجلوكوز، لكن الاسم ليس صيغة كيميائية كما هو مفهوم عادة، ويستخدم مصطلحات وكلمات غير مستخدمة في الصيغ الكيميائية. قد تكون هذه الأسماء، على عكس الصيغ الأساسية، قادرة على تمثيل صيغ هيكلية كاملة بدون رسوم بيانية.

## الصيغة التجريبية

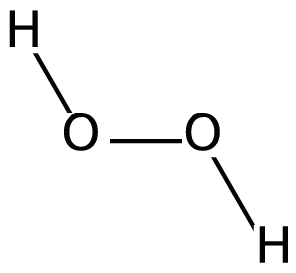
الصيغة التجريبية لبيروكسيد الهيدروجين، ،

في الكيمياء، الصيغة التجريبية للمادة الكيميائية هي تعبير بسيط عن العدد النسبي لكل نوع من أنواع الذرة أو نسبة العناصر في المركب. الصيغ التجريبية هي المعيار للمركبات الأيونية، مثل CaCl2، والجزيئات الكبيرة، مثل SiO2. لا تشير الصيغة التجريبية إلى التماثل أو البنية أو العدد المطلق للذرات. يشير المصطلح التجريبي إلى عملية التحليل الأولي، وهي تقنية في الكيمياء التحليلية تُستخدم لتحديد التركيب النسبي لمادة كيميائية نقية حسب العنصر.
على سبيل المثال، يحتوي الهكسان على صيغة جزيئية لـ C6H14، أو CH3CH2CH2CH2CH2CH3، مما يعني أنه يحتوي على بنية سلسلة من 6 ذرات كربون و 14 ذرة هيدروجين. ومع ذلك، فإن الصيغة التجريبية للهكسان هي C3H7 . وبالمثل، فإن هو ببساطة H O التعبير عن نسبة 1: 1 من العناصر المكونة. الفورمالديهايد وحمض الخليك لهما نفس الصيغة التجريبية، CH2O . هذه هي الصيغة الكيميائية الفعلية للفورمالديهايد، لكن حمض الأسيتيك لديه ضعف عدد الذرات.

## الصيغة الجزيئية
تشير الصيغ الجزيئية إلى الأرقام البسيطة لكل نوع من أنواع الذرات في جزيء مادة جزيئية. إنها نفس الصيغ التجريبية للجزيئات التي تحتوي على ذرة واحدة فقط من نوع معين، ولكن بخلاف ذلك قد تحتوي على أعداد أكبر. مثال على الاختلاف هو الصيغة التجريبية للجلوكوز، وهي CH 2 O (نسبة 1: 2: 1)، بينما صيغتها الجزيئية هي C 6 H 12 O 6 (عدد الذرات 6: 12: 6). بالنسبة للمياه، كلا الصيغتين هما H 2 O. توفر الصيغة الجزيئية معلومات عن الجزيء أكثر من صيغتها التجريبية، ولكن يصعب تحديدها.
توضح الصيغة الجزيئية عدد العناصر في الجزيء، وتحدد ما إذا كان مركبًا ثنائيًا، أو مركبًا ثلاثيًا، أو مركبًا رباعيًا، أو يحتوي على المزيد من العناصر.

## صيغة مكثفة

صيغة هيكلية إيزوبوتان
الصيغة الجزيئية: C _{4} H _{10}
الصيغة الكيميائية المكثفة أو شبه التركيبية: (CH _{3}) _{3} CH

غالبًا ما يكون لاتصال الجزيء تأثير قوي على خواصه الفيزيائية والكيميائية وسلوكه. قد يكون لجزيئين يتألفان من نفس العدد من نفس أنواع الذرات (أي زوج من الأيزومرات) خصائص كيميائية و / أو فيزيائية مختلفة تمامًا إذا كانت الذرات متصلة بشكل مختلف أو في مواقع مختلفة. في مثل هذه الحالات، تكون الصيغة البنائية مفيدة، لأنها توضح الذرات التي ترتبط بأي ذرات أخرى. من الاتصال، غالبًا ما يكون من الممكن استنتاج الشكل التقريبي للجزيء.
قد تمثل الصيغة الكيميائية المكثفة الأنواع والترتيب المكاني للروابط في مادة كيميائية بسيطة، على الرغم من أنها لا تحدد بالضرورة أيزومرات أو هياكل معقدة. على سبيل المثال، يتكون الإيثان من ذرتين من الكربون مترابطتين مع بعضهما البعض، مع كل ذرة كربون لها ثلاث ذرات هيدروجين مرتبطة بها. يمكن تحويل صيغته الكيميائية إلى CH 3 CH 3 . يوجد في الإيثيلين رابطة مزدوجة بين ذرات الكربون (وبالتالي يحتوي كل كربون على هيدروجين اثنين فقط)، وبالتالي يمكن كتابة الصيغة الكيميائية: CH 2 CH 2، وحقيقة وجود رابطة مزدوجة بين ذرات الكربون هي ضمنية لأن الكربون له تكافؤ أربعة. ومع ذلك، هناك طريقة أكثر وضوحًا تتمثل في كتابة H 2 C = CH 2 أو أقل شيوعًا H 2 C :: CH 2 . يشير الخطان (أو زوجان من النقاط) إلى أن الرابطة المزدوجة تربط الذرات على جانبيهما.
يمكن التعبير عن الرابطة الثلاثية بثلاثة أسطر (HC≡CH) أو ثلاثة أزواج من النقاط (HC ::: CH)، وإذا كان هناك غموض، فيمكن استخدام سطر واحد أو زوج من النقاط للإشارة إلى رابطة واحدة.
يمكن التعبير عن الجزيئات ذات المجموعات الوظيفية المتعددة التي هي نفسها من خلال إحاطة المجموعة المكررة بين قوسين دائريين. على سبيل المثال، يمكن كتابة الأيزوبيوتان (CH 3) 3 CH. تشير هذه الصيغة البنائية المكثفة إلى اتصال مختلف عن الجزيئات الأخرى التي يمكن تشكيلها باستخدام نفس الذرات بنفس النسب (أيزومرات). تشير الصيغة (CH 3) 3 CH إلى ذرة كربون مركزية متصلة بذرة هيدروجين واحدة وثلاث مجموعات CH 3 . يمكن استخدام نفس عدد ذرات كل عنصر (10 هيدروجين و 4 ذرات كربون، أو C 4 H 10) لصنع جزيء سلسلة مستقيمة، n - بيوتان: CH 3 CH 2 CH 2 CH 3 .

## الصيغة الوصفية
الصيغة الوصفية تستخدم نادرا لوصف مركب كيميائي. وعلى وجه العموم فالصيغة الوصفية لأى مادة كيميائية هي تعبير بسيط لنسبة كل نوع من الذرات أو العناصر الموجودة فيها وتتابعها. وتعادل الصيغة الملكية الصيغة الكيميائية في المركبات الأيونية، مثل كلوريد الكالسيوم CaCl2، وللجزيئات الكبيرة مثل ثاني أكسيد السيليكون SiO2. ولا يوضح الصيغة الملكية إذا كان للمركب مزامر (isomerism)، أو بناء. ويرجع المصطلح ملكي يرجع لعملية التحليل العنصري، وهي تقنية من تقنيات الكيمياء التحليلية تستخدم لتحديد نسبة العناصر الموجودة في تركيب المادة النقية.
فمثلا الهكسان يمكن أن يكون له الصيغة الوصفية CH3CH2CH2CH2CH2CH3، وتكتب صيغته الكيميائية CH3(CH2)4CH3، وهي تعتبر أوضح وأكثر اختصارا حيث أن بنائه عبارة عن سلسلة مستقيمة من 6 ذرات كربون، و14 ذرة هيدروجين. ويمكن كتابتة صيغته الكيميائية أيضا C6H14.

## قانون التكوين
في أي مركب كيميائي معين، تتحد العناصر دائمًا بنفس النسبة مع بعضها البعض. هذا هو قانون التكوين المستمر.
ينص قانون التركيب الثابت على أنه في أي مركب كيميائي معين، ستتكون جميع عينات هذا المركب من نفس العناصر بنفس النسبة أو النسبة. على سبيل المثال، يتكون أي جزيء ماء دائمًا من ذرتين هيدروجين وذرة أكسجين بنسبة 2: 1. إذا نظرنا إلى الكتل النسبية للأكسجين والهيدروجين في جزيء الماء، فسنلاحظ أن 94٪ من كتلة جزيء الماء يُعزى إليها بالأكسجين وأن الـ 6٪ المتبقية هي كتلة الهيدروجين. ستكون نسبة الكتلة هذه هي نفسها لأي جزيء ماء.

### الأسماء الكيميائية ردًا على قيود الصيغ الكيميائية
يحتوي الألكين المسمى but-2-ene على إيزومرين، لا تحددهما الصيغة الكيميائية CH 3 CH = CHCH 3 . يجب الإشارة إلى الموضع النسبي لمجموعتي الميثيل بتدوين إضافي يشير إلى ما إذا كانت مجموعات الميثيل على نفس الجانب من الرابطة المزدوجة (رابطة الدول المستقلة أو Z) أو على الجانبين المتقابلين لبعضهما البعض (عبر أو E).
كما هو مذكور أعلاه، من أجل تمثيل الصيغ الهيكلية الكاملة للعديد من المركبات العضوية وغير العضوية المعقدة، قد تكون هناك حاجة إلى تسمية كيميائية تتجاوز الموارد المتاحة المستخدمة أعلاه في الصيغ المكثفة البسيطة. انظر تسميات نظامية لمركبات الكيمياء العضوية وتسميات الاتحاد الدولي للكيمياء البحتة والتطبيقية للكيمياء غير العضوية 2005 للحصول على أمثلة. بالإضافة إلى ذلك، تسمح أنظمة التسمية الخطية مثل المعرف الكيميائي الدولي (InChI) للكمبيوتر بإنشاء صيغة هيكلية، كما يسمح نظام إدخال خط الإدخال الجزيئي المبسط (SMILES) بإدخال ASCII أكثر قابلية للقراءة من قبل الإنسان. ومع ذلك، فإن كل أنظمة التسميات هذه تتجاوز معايير الصيغ الكيميائية، وهي من الناحية الفنية أنظمة تسمية كيميائية وليست أنظمة صيغ.

### البوليمرات في الصيغ المكثفة
بالنسبة للبوليمرات في الصيغ الكيميائية المكثفة، توضع الأقواس حول وحدة التكرار. على سبيل المثال، جزيء الهيدروكربون الموصوف كـ CH 3 (CH 2) 50 CH 3، هو جزيء بخمسين وحدة متكررة. إذا كان عدد الوحدات المتكررة غير معروف أو متغير، فيمكن استخدام الحرف n للإشارة إلى هذه الصيغة: CH 3 (CH 2) n CH 3 .

### الأيونات في الصيغ المكثفة
بالنسبة للأيونات، يمكن الإشارة إلى الشحنة الموجودة على ذرة معينة بخط مرتفع إلى اليمين. على سبيل المثال، Na + أو Cu 2+ . يمكن أيضًا إظهار إجمالي الشحنة على جزيء مشحون أو أيون متعدد الذرات بهذه الطريقة. على سبيل المثال: H 3 O + أو SO 4 2− . لاحظ أنه يتم استخدام + و - بدلاً من +1 و -1، على التوالي.
بالنسبة للأيونات الأكثر تعقيدًا، تُستخدم الأقواس [] غالبًا لإحاطة الصيغة الأيونية، كما في [B 12 H 12 ] 2−، والتي توجد في مركبات مثل Cs 2 [B 12 H 12 ]. يمكن أن تتداخل الأقواس () داخل أقواس للإشارة إلى وحدة التكرار، كما هو الحال في [Co (NH 3) 6 ] 3+ Cl 3 - . هنا، يشير (NH 3) 6 إلى أن الأيون يحتوي على ست مجموعات NH 3 مرتبطة بالكوبالت، و [] يرفق الصيغة الكاملة للأيون بشحنة +3.
هذا اختياري تمامًا؛ الصيغة الكيميائية صالحة مع أو بدون معلومات التأين، ويمكن كتابة هيكسامين كوبالت (ثلاثي) الكلوريد كـ [Co (NH 3) 6 ] 3+ Cl 3 - أو [Co (NH 3) 6 ] Cl 3 . الأقواس، مثل الأقواس، تتصرف في الكيمياء كما تفعل في الرياضيات، وتجمع المصطلحات معًا – لا يتم توظيفهم على وجه التحديد لحالات التأين فقط. في الحالة الأخيرة هنا، تشير الأقواس إلى 6 مجموعات كلها من نفس الشكل، مرتبطة بمجموعة أخرى من الحجم 1 (ذرة الكوبالت)، ثم الحزمة بأكملها، كمجموعة، مرتبطة بثلاث ذرات كلور. في الحالة الأولى، من الواضح أن الرابطة التي تربط الكلور هي الرابطة الأيونية، وليست التساهمية.

## النظائر
على الرغم من أن النظائر أكثر ارتباطًا بالكيمياء النووية أو كيمياء النظائر المستقرة مقارنة بالكيمياء التقليدية، إلا أنه يمكن الإشارة إلى نظائر مختلفة بحروف علوية مسبوقة في صيغة كيميائية. على سبيل المثال، أيون الفوسفات المحتوي على الفوسفور المشع 32 هو [ 32 PO 4 ] 3− . أيضا دراسة تتضمن نسب نظيرية مستقرة يمكن أن تشمل الجزيء 18 O 16 O.
أحيانًا يتم استخدام الخط الأيسر بشكل متكرر للإشارة إلى العدد الذري، ولأكثر أنواع نظائر الأكسجين وفرة. هذا مناسب عند كتابة معادلات للتفاعلات النووية، من أجل إظهار توازن الشحنة بشكل أكثر وضوحًا.
أي أن النظائر تنتمي للكيمياء النووية أو كيمياء النظائر الثابتة أكثر في الكيمياء التقليدية، فإن النظائر المختلفة يمكن أن يُعبر عنها بالكتابة أعلى يسار رمز العنصر. فمثلا أيون الفوسفات له نظير مشع هو الفوسفور-32 ونكتب جزيئه 32PO43-. كما أنه يمكن دراسة نسبة النظائر المستقرة 18O:16O.

## الذرات المحاصرة

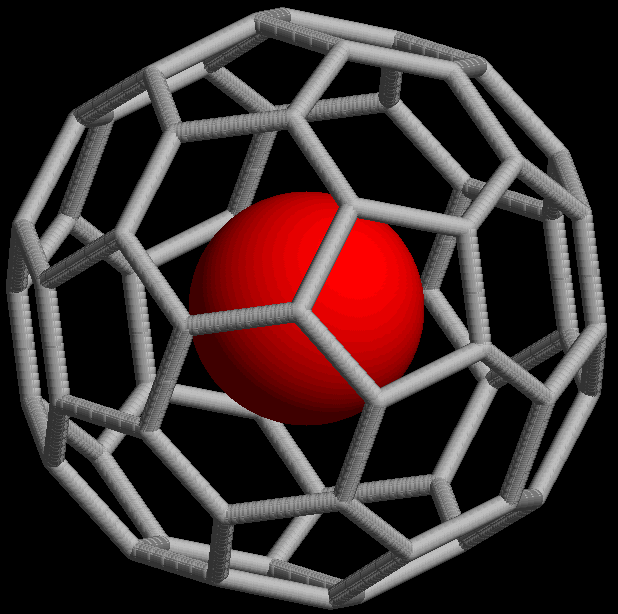
الصيغة التقليدية: MC _{60}
تدوين "@": M @ C _{60}

يشير الرمز @ (علامة آت) إلى ذرة أو جزيء محاصر داخل قفص ولكن غير مرتبط به كيميائيًا. على سبيل المثال، سيتم تمثيل فوليرين باكمينستر (C 60) مع ذرة (M) ببساطة على أنه MC 60 بغض النظر عما إذا كان M داخل الفوليرين بدون ارتباط كيميائي أو في الخارج، مرتبطًا بإحدى ذرات الكربون. باستخدام الرمز @، سيتم الإشارة إلى ذلك M @ C 60 إذا كان M داخل شبكة الكربون. مثال غير الفوليرين هو [As @ Ni 12 As 20 ] 3−، أيون يتم فيه حبس ذرة واحدة في قفص مكون من 32 ذرة أخرى.
تم اقتراح هذا الترميز في عام 1991  مع اكتشاف أقفاص الفوليرين (الفوليرين الإندوهيدرالي)، والتي يمكنها احتجاز الذرات مثل La لتشكيل، على سبيل المثال، La @ C 60 أو La @ C 82 . تم شرح اختيار الرمز من قبل المؤلفين على أنه موجز، وطباعته بسهولة ونقله إلكترونيًا (يتم تضمين علامة at في ASCII، والتي تستند إليها معظم مخططات ترميز الأحرف الحديثة)، والجوانب المرئية تشير إلى بنية إندوهيدرال الفوليرين.

## الصيغ الكيميائية غير المتكافئة
غالبًا ما تستخدم الصيغ الكيميائية الأعداد الصحيحة لكل عنصر. ومع ذلك، هناك فئة من المركبات، تسمى المركبات غير المتكافئة، والتي لا يمكن تمثيلها بأعداد صحيحة صغيرة. يمكن كتابة هذه الصيغة باستخدام الكسور العشرية، كما في Fe 0.95 O، أو قد تتضمن جزءًا متغيرًا يمثله حرف، كما في Fe 1 – x O، حيث x عادة أقل بكثير من 1.

## الأشكال العامة للمركبات العضوية
تسمى الصيغة الكيميائية المستخدمة لسلسلة من المركبات التي تختلف عن بعضها البعض بوحدة ثابتة الصيغة العامة . يولد سلسلة متماثلة من الصيغ الكيميائية. على سبيل المثال، يمكن تمثيل الكحولات بالصيغة C n H (2n + 1) OH (n ≥ 1)، مع إعطاء المتماثلات ميثانول، إيثانول، بروبانول لـ n = 1-3.

## نظام هيل
نظام هيل (أو تدوين هيل) هو نظام لكتابة الصيغ الكيميائية التجريبية والصيغ الكيميائية الجزيئية ومكونات الصيغة المكثفة بحيث يُشار إلى عدد ذرات الكربون في الجزيء أولاً، ثم عدد ذرات الهيدروجين التالية، ثم عدد جميع العناصر الكيميائية الأخرى لاحقًا، بترتيب أبجدي للرموز الكيميائية. عندما لا تحتوي الصيغة على الكربون، يتم سرد جميع العناصر، بما في ذلك الهيدروجين، أبجديًا.
عن طريق فرز الصيغ وفقًا لعدد ذرات كل عنصر موجود في الصيغة وفقًا لهذه القواعد، مع وجود اختلافات في العناصر أو الأرقام السابقة التي يتم التعامل معها على أنها أكثر أهمية من الاختلافات في أي عنصر أو رقم لاحق — مثل فرز السلاسل النصية في ترتيب معجمي — من الممكن تجميع الصيغ الكيميائية فيما يعرف بترتيب نظام هيل.
تم نشر نظام هيل لأول مرة بواسطة إدوين إيه. هيل من مكتب براءات الاختراع والعلامات التجارية بالولايات المتحدة في عام 1900. إنه النظام الأكثر استخدامًا في قواعد البيانات الكيميائية والفهارس المطبوعة لفرز قوائم المركبات.
يتم ترتيب قائمة الصيغ بترتيب نظام هيل أبجديًا، على النحو الوارد أعلاه، حيث تأتي العناصر المكونة من حرف واحد قبل الرموز المكونة من حرفين عندما تبدأ الرموز بالحرف نفسه (لذا يأتي الحرف "B" قبل "Be"، والذي يأتي قبل "Br" ").
تمت كتابة المعادلات النموذجية التالية باستخدام نظام هيل، وتم سردها بترتيب هيل:
- BrI
- CCl4
- CH3I
- C2H5Br
- H2O4S

## البوليمرات
بالنسبة للبوليمر، يتم وضع أقواس حول الوحدات المتكررة. فمثلا، الهيدروكربون الذي يوصف كالتالي: CH3(CH2)50CH3، هو جزيء له 50 وحدة متكررة.
ولو أن عدد الوحدات المتكررة غير معروف أو متغير، يتم استخدام الحرف («ن» "n") للتعبير عن ذلك:

## الأيونات
للأيونات، يمكن التعبير عن الشحنة الموجودة على ذرة معينة برمز يوضع أعلى يمين رمز العنصر. فمثلا +Na أو 2+Cu. وإجمالي الشحنة على جزيء مشحون أو أيون متعدد الذرات يمكن أيضا أن يتم التعبير عنها بنفس الطريقة. فمثلا أيون أوكسونيوم (أو الهيدرونيوم) +H3O أو أيون الكبريتات 2-SO4.